# Казаринов, Дмитрий Леонидович
Дми́трий Леони́дович Каза́ринов (20 сентября 1903 года, Умань — 18 января 1968 года, Воронеж) — советский военный деятель, генерал-майор (1945 год).

## Начальная биография
Дмитрий Леонидович Казаринов родился 20 сентября 1903 года в городе Умань Киевской губернии (ныне Черкасской области).
В 1925 году окончил Уманский сельскохозяйственный техникум и работал агрономом в Бабинском районе Уманского округа.

## Военная служба

### Довоенное время
В октябре 1925 года был призван в ряды РККА, после чего был направлен на учёбу в команду одногодичников при полковой школе 3-го полка связи (Украинский военный округ), дислоцированного в Харькове. После окончания учёбы 6 ноября 1926 года был уволен в запас.
Работал старшим агрономом в окружном земельном управлении в Умани, с 1930 года — старшим агрономом в МТС Монастырищенского района Черкасской области.
В мае 1935 года был повторно призван в ряды РККА, после чего был направлен на 4-х месячные сборы командиров запаса при Киевском училище связи имени М. И. Калинина, после окончания которых 16 октября того же года был направлен в 99-ю стрелковую дивизию (Киевский военный округ), где служил на должности начальника связи 297-го стрелкового полка. С октября 1938 года исполнял должность помощника начальника штаба этого полка. Участвовал в походе Красной армии в Западную Украину в 1939 году. С марта 1940 года — помощник начальника оперативного отдела штаба 17-го стрелкового корпуса (Киевский Особый военный округ) и летом в его составе участвовал в походе Красной армии в Западную Буковину.

### Великая Отечественная война
С началом войны Казаринов находился на прежней должности.
В августе 1941 года был назначен на должность начальника 1-го отделения оперативного отдела штаба 12-й армии, в феврале 1942 года — на должность начальника штаба 15-й стрелковой дивизии, а затем — на должность начальника штаба 28-го стрелкового корпуса. С 3 по 8 марта полковник Казаринов исполнял должность командира этого корпуса, находившегося на формировании в районе села Студенок. С назначением на должность командира корпуса генерал-майора Нечаева полковник Казаринов вернулся на должность начальника штаба корпуса, который после окончания формирования принимал участие в боевых действиях во время Курской битвы, Черниговско-Припятской, Киевской и Житомирско-Бердичевской наступательных операций, а также при освобождении городов Чернигов, Овруч, Коростень, Новоград-Волынский и других.
В октябре 1944 года был назначен на должность командира 246-й стрелковой дивизии, которая участвовала в боевых действиях во время Верхнесилезской, Моравско-Остравской и Пражской наступательных операций, а также в освобождении городов Краков, Ратибор, Опава, Моравска-Острава, Оломоуц и Прага. За умелое руководство частями дивизии полковник Дмитрий Леонидович Казаринов был награждён двумя орденами Красного Знамени, а также ему было присвоено воинское звание «генерал-майор».

### Послевоенная карьера
После войны был направлен на учёбу на высшие академические курсы при Высшей военной академии имени К. Е. Ворошилова, после окончания которых в феврале 1947 года был назначен на должность начальника оперативного отдела — заместителя начальника штаба Южно-Уральского военного округа (в марте—апреле 1949 года исполнял должность начальника штаба округа), а в марте 1950 года — на должность военного советника начальника оперативного управления Генштаба Венгерской армии.
С ноября 1954 года состоял в распоряжении Главного управления кадров Министерства обороны СССР и в марте 1955 года был назначен на должность начальника военной кафедры Воронежского зооветеринарного института.
Генерал-майор Дмитрий Леонидович Казаринов в октябре 1959 года вышел в запас. Умер 18 января 1968 года в Воронеже.

## Награды
- Орден Ленина;
- Четыре ордена Красного Знамени;
- Орден Кутузова 2 степени;
- Орден Богдана Хмельницкого 2 степени;
- Орден Отечественной войны 1 степени;
- Орден Красной Звезды;
- Медали.